# Liste der Biografien/Colm
Liste der Biografien |
Portal Biografien |
Personensuche
# |
A |
B |
C |
D |
E |
F |
G |
H |
I |
J |
K |
L |
M |
N |
O |
P |
Q |
R |
S |
T |
U |
V |
W |
X |
Y |
Z |
?
 
Ca |
Cb |
Cc |
Ce |
Ch |
Ci |
Cj |
Ck |
Cl |
Cm |
Cn |
Co |
Cr |
Cs |
Ct |
Cu |
Cv |
Cw |
Cy |
Cz
 
Coa–Cod |
Coe–Cok |
Col |
Com |
Con |
Coo–Coq |
Cor |
Cos |
Cot |
Cou |
Cov |
Cow |
Cox |
Coy |
Coz
 
Cola |
Colb |
Colc |
Cold |
Cole |
Colf |
Colg |
Colh |
Coli |
Colk |
Coll |
Colm |
Coln |
Colo |
Colp |
Colq |
Cols |
Colt |
Colu |
Colv |
Colw |
Coly |
Colz
Die Liste der Biografien führt alle Personen auf, die in der deutschsprachigen Wikipedia einen Artikel haben. Dieses ist eine Teilliste mit 39 Einträgen von Personen, deren Namen mit den Buchstaben „Colm“ beginnt.

## Colm
- Colm, Gerhard (1897–1968), deutsch-amerikanischer Nationalökonom und amerikanischer Präsidentenberater
- Colm, Rudolf (* 1952), österreichischer Manager und Volkswirt

### Colma
- Colman von Lindisfarne († 675), irischer Geistlicher und Mönch, Bischof von Lindisfarne (661–664)
- Colman, Ann (1929–2022), kanadische Eiskunstläuferin
- Colman, Chanan (* 1984), dänisch-israelischer Basketballspieler
- Colman, Daniel (* 1990), US-amerikanischer Pokerspieler
- Colman, Dave (* 1944), britischer Musiker und Radio-DJ
- Colman, Eddie (1936–1958), englischer Fußballspieler
- Colman, Edward (1905–1995), US-amerikanischer Kameramann
- Colman, Frank, britischer Sopranist
- Colmán, Gastón (* 1989), uruguayischer Fußballspieler
- Colman, George der Ältere (1732–1794), englischer Schriftsteller
- Colman, George der Jüngere (1762–1836), englischer Schriftsteller
- Colman, Gustavo (* 1985), argentinischer Fußballspieler
- Colman, Hila (1909–2008), US-amerikanische Jugendbuchautorin
- Colman, Mike (1968–1994), US-amerikanischer Eishockeyspieler
- Colman, Norman Jay (1827–1911), US-amerikanischer Politiker (Demokratische Partei)
- Colman, Olivia (* 1974), britische SchauspielerinOlivia Colman (* 1974)

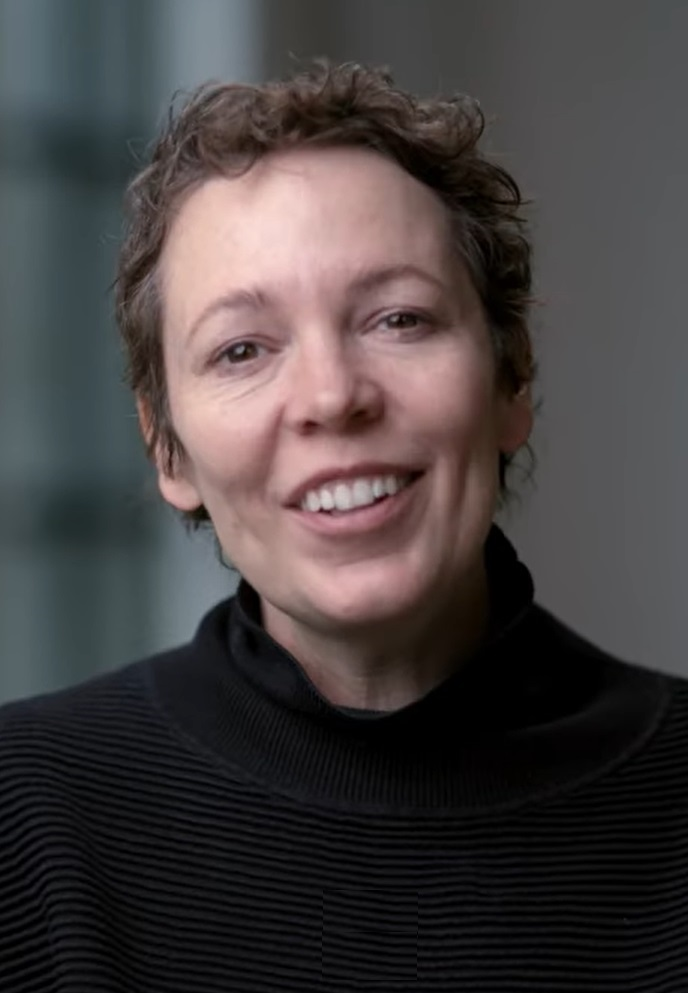
Olivia Colman (* 1974)

- Colman, Ronald (1891–1958), britischer Schauspieler
- Colman, Samuel (1832–1920), amerikanischer Maler und Innenarchitekt
- Colman, Sharon (* 1978), britische Regisseurin von Animationsfilmen
- Colman, Timothy (1929–2021), britischer Geschäftsmann
- Colman, Tony (* 1943), britischer Unternehmer und Politiker, Mitglied des House of Commons
- Colman, Trevor (1941–2022), britischer Politiker (UKIP), MdEP
- Colmance, Charles (1805–1870), französischer Volksliederdichter
- Colmant, Hans Joachim (1922–2012), deutscher Neuropathologe und Hochschullehrer
- Colmar, Joseph Ludwig (1760–1818), Bischof von Mainz
- Colmar-Meyenburg, Axel von (1840–1911), preußischer Verwaltungsjurist und Politiker, MdHdA, MdR, MdHH
- Colmarer Dominikanerchronist (* 1221), deutscher Dominikaner, Chronist

### Colme
- Colmegna, Martina (* 1996), italienische Tennisspielerin
- Colmeiro y Penido, Miguel (1816–1901), spanischer Botaniker
- Colmenero de Valderois, Franz Ludwig (1700–1734), kaiserlich österreichischer Generalmajor sowie Inhaber des Infanterieregiments No. 21
- Colmenero, José Manuel (* 1973), spanischer Fußballspieler
- Colmer, David, walisischer Badmintonspieler
- Colmer, William M. (1890–1980), US-amerikanischer Politiker und Abgeordneter
- Colmerauer, Alain (1941–2017), französischer Informatiker
- Colmes, Alan (1950–2017), US-amerikanischer Journalist, Radio- und Fernsehmoderator
- Colmez, Pierre (* 1962), französischer Mathematiker

### Colmi
- Colmi, Elsbet (1907–1968), deutsche Bibliothekarin